# Quartet (film 1981)
Quartet è un film del 1981 diretto da James Ivory, tratto dall'omonimo romanzo di Jean Rhys.
È stato presentato in concorso al 34º Festival di Cannes, dove Isabelle Adjani ha vinto il premio per la migliore interpretazione femminile.

## Trama
Parigi, 1927. Quando il marito Stephan viene arrestato per ricettazione di opere d'arte, la giovane Marya, rimasta sola e senza mezzi, accetta l'ospitalità che le viene offerta da una benestante coppia di inglesi, gli Heidler, e rimane coinvolta nel loro perverso rapporto, diventando l'amante del maturo e affascinante H.J., mentre la moglie Lois, pittrice per diletto, sembra accettare con naturalezza la situazione, memore della tragica fine della precedente relazione del marito, conclusasi con il suicidio della giovane amante.
Pur facendo visita regolarmente in prigione a Stephan e dichiarandogli il proprio amore, Marya finisce per adeguarsi al ménage à trois e per ricambiare sinceramente H.J., causando infine la frustrata reazione di Lois. Lasciata casa Heidler e sistematasi in albergo, Marya porta avanti la tormentata relazione.
Quando Stephan è infine rilasciato di prigione e il quartetto si riunisce per la prima e ultima volta, H.J. dimostra di non essere più interessato a Marya né disposto a darle dei soldi per lasciare Parigi con il marito mentre quest'ultimo, compreso quanto è accaduto in sua assenza, decide di andarsene senza di lei. La donna, abbandonata da entrambi gli uomini che ha amato, pur in modo diverso, è costretta ad accettare la protezione di Schlamovitz, amico di Stephan, appena conosciuto.

## Critica
Per il Dizionario Mereghetti il film, che può vantare «un'impeccabile ricostruzione ambientale», «si fa ammirare senza mai appassionare» per la «narrazione fredda, priva di vitalità». Anche per il Dizionario Morandini è «bello, ma senza cuore», la fotografia, i costumi e le scenografie sono ammirevoli ma «la cornice vale più del quadro».

## Riconoscimenti
- 1981 - Festival di Cannes
  - Migliore interpretazione femminile a Isabelle Adjani
  - Nomination Palma d'oro a James Ivory
- 1982 - British Academy Film Awards
  - Nomination Migliore attrice protagonista a Maggie Smith